# Phoenicircus
A Phoenicircus a madarak osztályának verébalakúak (Passeriformes) rendjébe és a kotingafélék (Cotingidae) családjába tartozó nem.

## Rendszerezésük
A nemet William Swainson írta le 1832-ben, jelenleg az alábbi 2 faj tartozik ide:
- bársonykotinga (Phoenicircus nigricollis)
- skarlát kotinga (Phoenicircus carnifex)

## Előfordulásuk
Dél-Amerika északi részén honosak. A természetes élőhelyük a szubtrópusi vagy trópusi síkvidéki esőerdők. Állandó, nem vonuló fajok.

## Megjelenésük
Testhossza 22-24 centiméter közötti. Tollazatuk vörös és fekete, a hímnek élénkebb a színe.